# Diederik van Weel
Diederik van Weel, född den 28 september 1973 i Baarn, Nederländerna, är en nederländsk landhockeyspelare.
Han tog OS-guld i herrarnas landhockeyturnering i samband med de olympiska landhockeytävlingarna 2000 i Sydney.